# Црква Светог пророка Илије у Илинцима
Црква Светог пророка Илије у Илинцима, насељеном месту на територији општине Шид, припада Епархији сремској Српске православне цркве.
Црква посвећена Светом пророку Илији подигнута је 1727. године.